# Дмитро Донський (танкова колона)
Танкова колона «Димитрій Донський» — танкова колона, створена за ініціативи Московської патріархії РПЦ на пожертви віруючих і передана в 1944 році танковим військам СРСР. До її складу входили 19 танків Т-34-85 і 21 вогнеметний танк ОТ-34.

## Історія створення

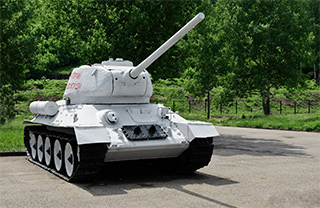
Танк Т-34-85 «Дмитрій Донський»

30 грудня 1942 року Патріарший Місцеблюститель митрополит Сергій звернувся із закликом до архієреїв, священиків і парафіяльних громад Російської Православної Церкви:
«Повторимо від імені всієї нашої Православної Церкви приклад Преподобного Сергія Радонезького і пошлемо нашій армії разом з нашими молитвами і благословенням речове показання нашої участі в загальному подвигу: спорудимо на наші пожертви колону танків імені Димитрія Донського»
Одночасно він направив новорічне привітання В.  Сталіну. Повідомляючи про запрошення духовенства і віруючих до пожертвувань на бронетехніку, митрополит просив відкрити спеціальний рахунок у Держбанку. Телеграма митрополита і відповідь Сталіна: «Вказівку про відкриття спеціального рахунку в Держбанку дано» були опубліковані у всіх газетах. Таким чином, віруючі отримали можливість жертвувати на танкову колону навіть у тих областях, де не було жодного діючого храму.

На будівництво 40 танків було зібрано понад 8 мільйонів рублів. У короткий термін вони були побудовані на Нижньо-Тагільскому танковому заводі, і 7 березня 1944 року в 5 кілометрах на північний захід від Тули, біля села Пальника відбулася урочиста передача їх армії. На мітингу зі словом виступив митрополит Крутицький Миколай (це була перша в роки війни офіційна зустріч церковного ієрарха з бійцями Червоної Армії):
«Женіть ненависного ворога з нашої Великої Русі. Нехай славне ім'я Дмитра Донського веде нас на священну битву за руську землю. Вперед, до перемоги, брати-воїни!»
Танки надійшли в 38-й танковий (19 Т-34-85) і 516-й (21 ВІД-34) окремий вогнеметний полки.[недоступне посилання з 15.03.2019]

## Бойове застосування
Танки з написом «Димитрій Донськой» з 38-го окремого танкового полку за офіційними даними знищили понад 1400 німців, 40 гармат, понад 100 кулеметів, 38 танків (частина з них захопили цілими), 17 бронетранспортерів і більше 100 автомобілів.

## Сучасний стан
Після закінчення Великої Вітчизняної війни уцілівші танки колони «Димитрій Донський» були встановлені на експозиції в музеях збройних сил Москви, Ленінграда і Тули. У 2005 році, з благословення патріарха Алексія II, у московському Донському монастирі один з уцілілих колони танків був встановлений в пам'ять про прихожан та священнослужителів, на чиї пожертвувані кошти вона була створена.